# Vester Hassing

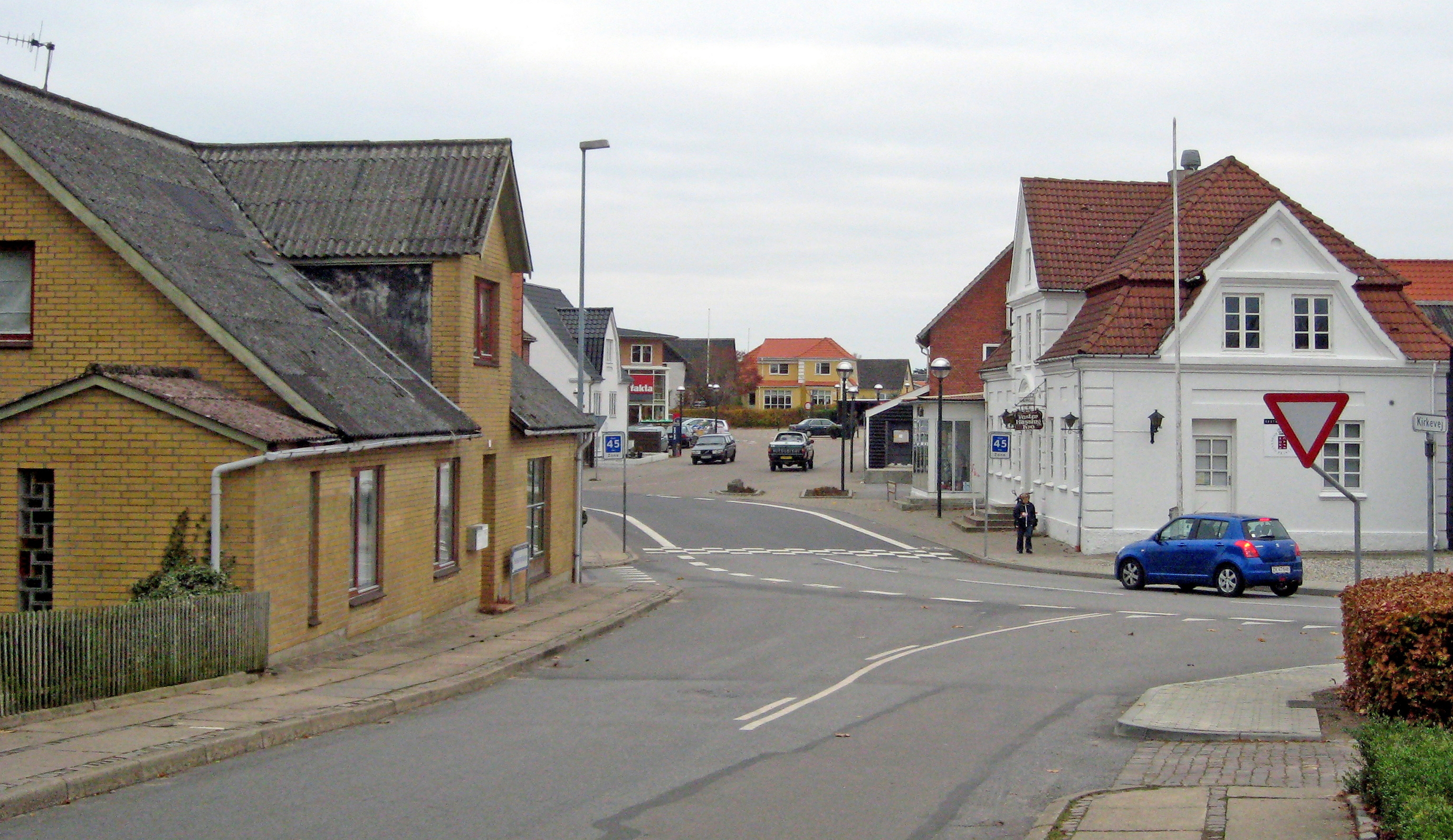
Vester Hassing, 2009

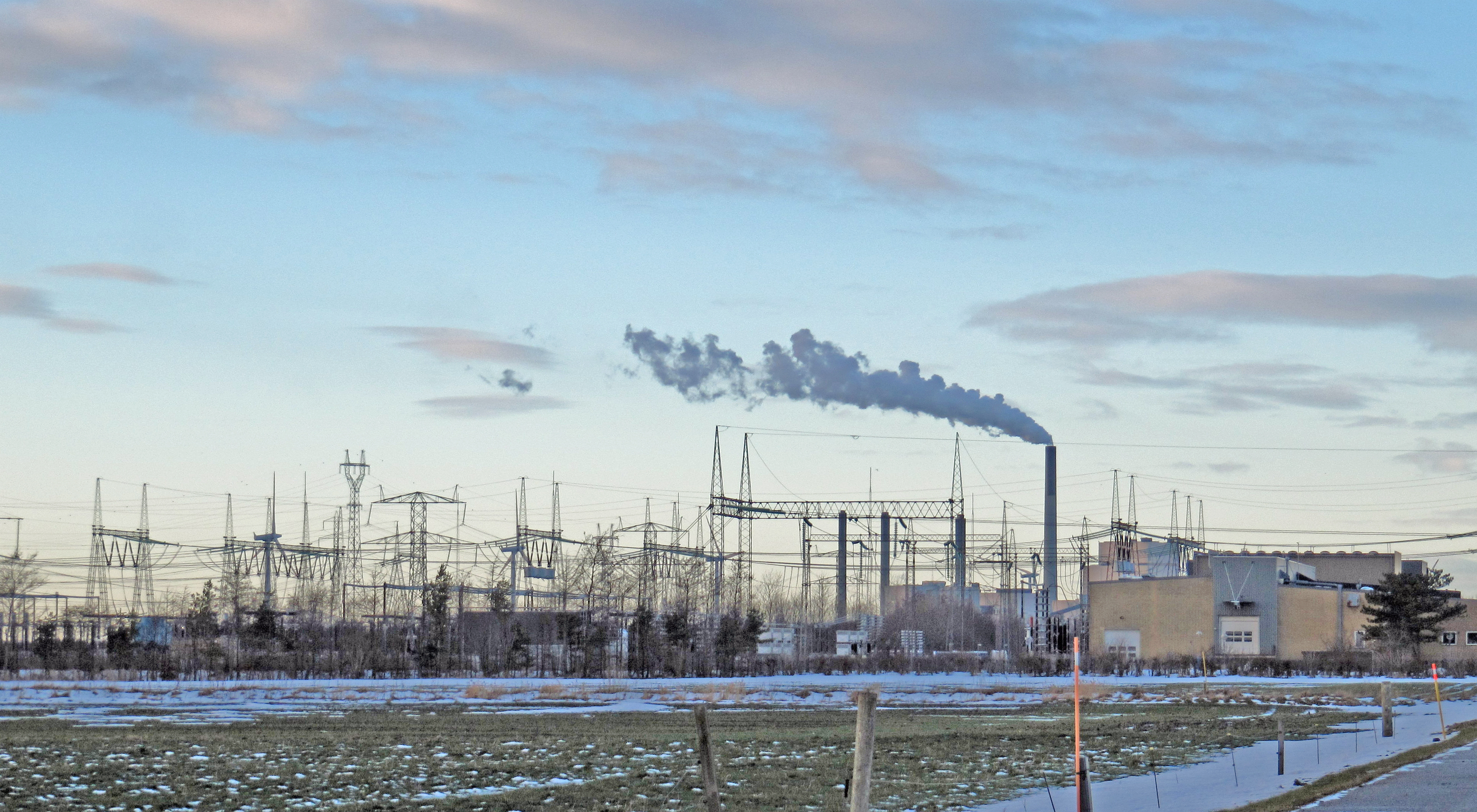
HGÜ Kontiscan

Vester Hassing ist eine Ortschaft in der dänischen Kommune Aalborg in der Region Nordjylland. Sie liegt direkt nördlich des Langerak und 17,5 km nordöstlich der Stadt Aalborg. Der Ort zählt 2560 Einwohner (Stand 1. Januar 2023).
Vester Hassing ist Standort der Stromrichterstation der HGÜ-Kontiskan, der ältesten Seekabelverbindung zwischen Skandinavien und Mitteleuropa.